# Dane Haylett-Petty
Dane Haylett-Petty (n. 18 de junio de 1989) es un jugador de rugby australiano quién juega como fullback o wing para Western Force en su país y para Tokyo Shokki Shuttles en la liga Superior de Japón.

## Comienzos
Haylett-Petty nació en Durban, Sudáfrica. Cuándo tenía 10 años, se muda con sus padres a Australia donde va a al Hale School en Perth de 2000 a 2007. Juega rugby para Australia A en 2007.

## Carrera
Haylett-Petty empezó su carrera con Western Force durante la temporada 2008 del Super 14 donde hace su debut contra los Chief en Perth.  Hace un total de 12 apariciones durante tres temporadas antes de irse en 2010 para unirse al Top 14 con el Biarritz.  Se quedó en Francia por 3 años, donde jugó más de 50 partidos antes de que anunciase su regreso a casa para unirse a Western Force para la temporada 2014 del Super Rugby.

## Carrera internacional
Haylett-Petty representó a Australia Sub-20 en el Campeonato Mundial Juvenil 2008 y 2009 y tiene el récord de la mayor cantidad de tries anotados por un solo jugador en un partido de RWC. Su total de 4 tries ante Canadá Sub-20 en 2008 es igualado solo por sus compatriotas Kurtley Beale y Richard Kingi contra el mismo rival en 2009 y por el neozelandés Julian Savea contra Samoa Sub-20 en 2010.
Es también un jugador perteneciente al Rugby de 7 de Australia y participó en la Serie Mundial de Rugby 7 en 2008 y 2009.

## Estadísticas de rugby
| Estación | Equipo | Juegos | Inicial | Suplente | Mins | Tries | Conversiones | Penales | Drops | Puntos | Amarillas | Rojas |
| -------- | ------ | ------ | ------- | -------- | ---- | ----- | ------------ | ------- | ----- | ------ | --------- | ----- |
| 2008     | Force  | 3      | 2       | 1        | 166  | 0     | 0            | 0       | 0     | 0      | 0         | 0     |
| 2009     | Force  | 1      | 0       | 1        | 1    | 0     | 0            | 0       | 0     | 0      | 0         | 0     |
| 2010     | Force  | 5      | 3       | 2        | 242  | 1     | 0            | 0       | 0     | 5      | 0         | 0     |
| 2014     | Force  | 8      | 8       | 0        | 514  | 2     | 0            | 0       | 0     | 10     | 0         | 0     |
| 2015     | Force  | 10     | 9       | 1        | 735  | 1     | 0            | 0       | 0     | 5      | 1         | 0     |
| 2016     | Force  | 15     | 15      | 0        | 1183 | 3     | 0            | 0       | 0     | 15     | 0         | 0     |
| Total    | Total  | 42     | 37      | 5        | 2841 | 7     | 0            | 0       | 0     | 35     | 1         | 0     |